# Dirk Nowitzki

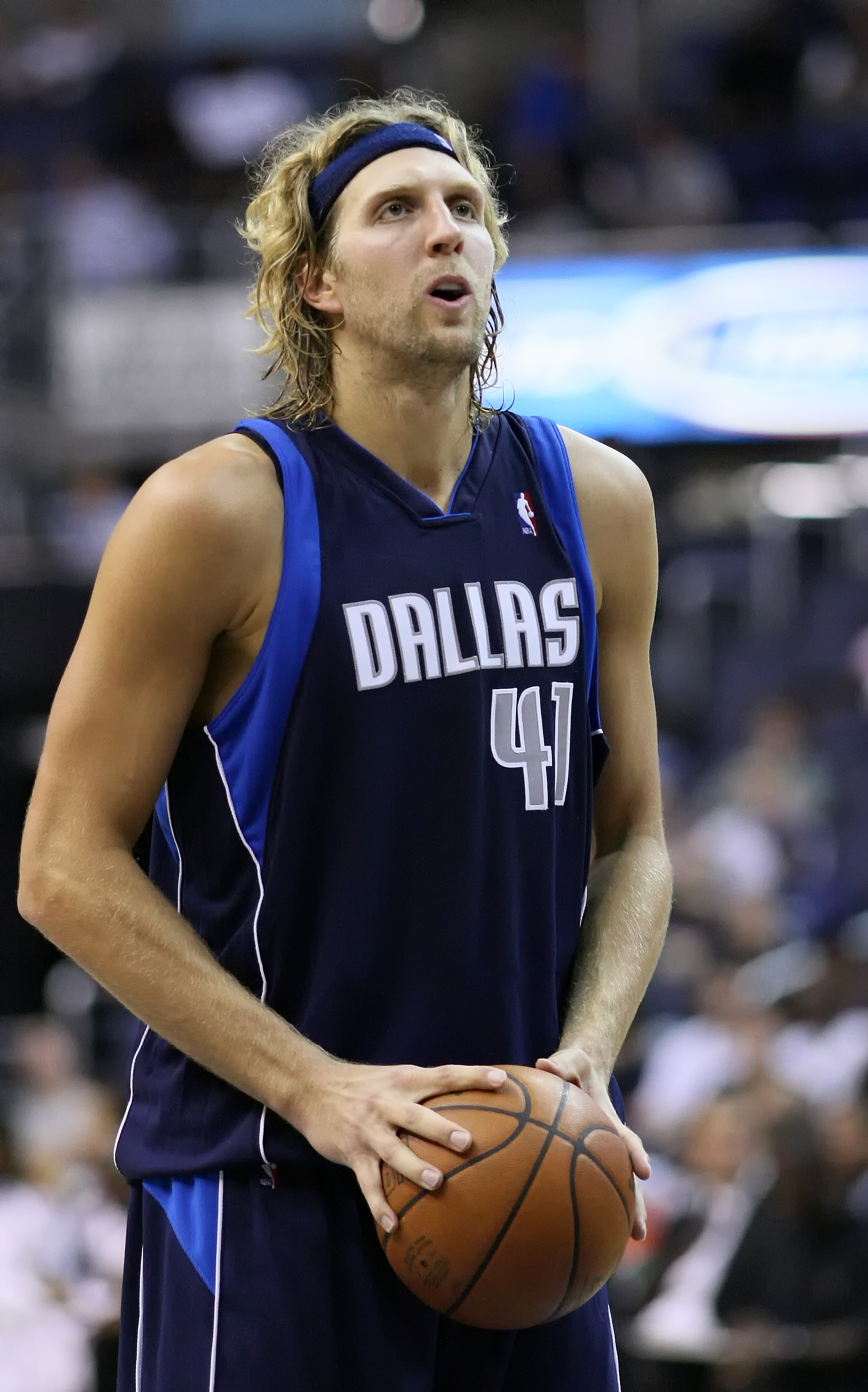
Dirk Nowitzki, 2009

Dirk Werner Nowitzki (Würzburg, 19 de juny 1978) és un ex jugador de bàsquet alemany que jugava als Dallas Mavericks de l'NBA des de 1998. Nowitzki va guanyar un campionat de l'NBA i un MVP de les finals de la temporada 2010-11, ha estat escollit pel partit dels All-Star en catorze ocasions, 4 cops escollit a l'equip ideal de l'NBA (2005, 2006, 2007, 2009), 5 cops pel segon equip de l'NBA (2002, 2003, 2008, 2010, 2011) i 3 cops pel tercer equip (2001, 2004, 2012). Va ser el primer jugador europeu de la història en rebre el premi MVP al jugador amb més valor de la temporada 2006-07.
Amb els seus 2,13m d'alçada és un dels jugadors més versàtils de l'NBA, podent jugar tant d'aler pivot com d'aler en posicions exteriors.

## Carrera
Fou escollit a la primera ronda del draft de l'NBA de 1998 en 9è lloc pels Milwaukee Bucks. Malgrat això, va ser traspassat als Dallas Mavericks sense disputar cap partit amb els Bucks. La seva progressió va ser excepcional i aviat es va adaptar a l'estil de joc de l'NBA, convertint-se en una de les seves estrelles. Només és necessari dir que, des del moment en què va ser cridat per jugar l'All Star de 2002 no s'ha perdut cap partit de les estrelles.
A la temporada 2005-06, així com a les anteriors, ha progressat notablement, amb una mitjana de 26,6 punts (7è al rànquing de l'NBA), 9 rebots (16è al rànquing) i un 90,1% des de la línia de tirs lliures (5è). També 1 tap per partit i 2,8 assistències.
Amo de la samarreta número 41, l'última temporada va aconseguir el primer títol de conferència del seu equip actual, imposant-se als Phoenix Suns (liderats pel canadenc Steve Nash i per Shawn Marion) amb un resultat total de 4-2.
Anteriorment, havien eliminat el vigent cambió, San Antonio Spurs (encapçalats per Tim Duncan, l'argentí Emanuel Ginobili i el francès Tony Parker) amb una pròrroga al setè partit. Per primera vegada a la seva història, van arribar a les finals, que van disputar contra els Miami Heat.
Malgrat començar amb un avantatge de 2-0, l'equip texà no va saber aprofitar-la i va perdre per 4-2 a la sèrie, amb l'equip de Florida, liderat per Shaquille O'Neal i Dwyane Wade (MVP de les finals) entre d'altres, com Alonzo Mourning, Antoine Walker i Gary Payton.
Dretà, de 2,13 metres d'alçada i 111,1 kg de pes, podia jugar a qualsevol posició interior, ja sigui d'aler, d'aler-pivot o de pivot. Ha jugat en els Dallas Mavericks de l'NBA als Estats Units) des de 1998 fins a la seva retirada el 2019.
Es diu d'ell que és el millor jugador blanc de l'NBA (junt amb Steve Nash) després de Larry Bird (un dels millors jugadors de tots els temps). Prové d'una família de tradició esportiva, ja que el seu pare era jugador d'handbol i la seva mare va ser jugadora de la selecció alemanya de bàsquet femení. Té una germana anomenada Úrsula.

## Palmarès

### Consideracions personals
- Escollit per jugar l'All Star de 2002.
- Escollit per jugar l'All Star de 2003.
- Escollit per jugar l'All Star de 2004.
- Escollit per jugar l'All Star de 2005.
- Escollit per jugar l'All Star de 2006.
- Escollit per jugar l'All Star de 2007.
- Integrant de l'All NBA (primer equip) a les temporades 2004-2005 i 2005-2006.
- Integrant de l'All NBA (segon equip) a les temporades 2001-2002 i 2002-2003.
- Integrant de l'All NBA (primer equip) a les temporades 2000-2001 i 2003-2004.
- Mr. Europa el 2005
- Va anotar 53 punts, el seu rècord personal fins al moment, al partit dels Mavericks davant Houston el 5 de febrer de 2002.

## Estadístiques

### Temporada regular
| Any      | Equip    | PJ    | PT    | MPP  | %TC  | %3P  | %TL  | RPP | APP | ROB | TPP | PPP  |
| -------- | -------- | ----- | ----- | ---- | ---- | ---- | ---- | --- | --- | --- | --- | ---- |
| 1998-99  | Dallas   | 47    | 24    | 20.4 | .405 | .206 | .773 | 3.4 | 1.0 | 0.6 | 0.6 | 8.2  |
| 1998-99  | Dallas   | 82    | 81    | 35.8 | .461 | .379 | .830 | 6.5 | 2.5 | 0.8 | 0.8 | 17.5 |
| 2000-01  | Dallas   | 82    | 82    | 38.1 | .474 | .387 | .838 | 9.2 | 2.1 | 1.0 | 1.2 | 21.8 |
| 2001-02  | Dallas   | 76    | 76    | 38.0 | .477 | .397 | .853 | 9.9 | 2.4 | 1.1 | 1.0 | 23.4 |
| 2002-03  | Dallas   | 80    | 80    | 39.0 | .463 | .379 | .881 | 9.9 | 3.0 | 1.4 | 1.0 | 25.1 |
| 2003-04  | Dallas   | 77    | 77    | 37.9 | .462 | .341 | .877 | 8.7 | 2.7 | 1.2 | 1.4 | 21.8 |
| 2004-05  | Dallas   | 78    | 78    | 38.7 | .459 | .399 | .869 | 9.7 | 3.1 | 1.2 | 1.5 | 26.1 |
| 2005-06  | Dallas   | 81    | 81    | 38.1 | .480 | .406 | .901 | 9.0 | 2.8 | 0.7 | 1.0 | 26.6 |
| 2006-07  | Dallas   | 78    | 78    | 36.2 | .502 | .416 | .904 | 8.9 | 3.4 | 0.7 | 0.8 | 24.6 |
| 2007-08  | Dallas   | 77    | 77    | 36.0 | .479 | .359 | .879 | 8.6 | 3.5 | 0.7 | 0.9 | 23.6 |
| 2008-09  | Dallas   | 81    | 81    | 37.7 | .479 | .359 | .890 | 8.4 | 2.4 | 0.8 | 0.8 | 25.9 |
| 2009-10  | Dallas   | 81    | 80    | 37.5 | .481 | .421 | .915 | 7.7 | 2.7 | 0.9 | 1.0 | 25.0 |
| 2010-11  | Dallas   | 73    | 73    | 34.3 | .517 | .393 | .892 | 7.0 | 2.6 | 0.5 | 0.6 | 23.0 |
| 2011-12  | Dallas   | 62    | 62    | 33.5 | .457 | .368 | .896 | 6.8 | 2.2 | 0.7 | 0.5 | 21.6 |
| 2012-13  | Dallas   | 53    | 47    | 31.3 | .471 | .414 | .860 | 6.8 | 2.5 | 0.7 | 0.7 | 17.3 |
| 2013-14  | Dallas   | 80    | 80    | 32.9 | .497 | .398 | .899 | 6.2 | 2.7 | .9  | .6  | 21.7 |
| 2014-15  | Dallas   | 77    | 77    | 29.6 | .459 | .380 | .882 | 5.9 | 1.9 | .5  | .4  | 17.3 |
| Total    | Total    | 1,265 | 1,234 | 35.5 | .475 | .383 | .879 | 7.9 | 2.6 | .9  | .9  | 22.2 |
| All-Star | All-Star | 13    | 2     | 17.1 | .434 | .226 | .875 | 4.0 | 1.2 | .8  | .4  | 8.7  |

### Playoffs
| Any   | Equip  | PJ  | PT  | MPP  | %TC  | %3P  | %TL  | RPP  | APP | ROB | TPP | PPP  |
| ----- | ------ | --- | --- | ---- | ---- | ---- | ---- | ---- | --- | --- | --- | ---- |
| 2001  | Dallas | 10  | 10  | 39.9 | .423 | .283 | .883 | 8.1  | 1.4 | 1.1 | 0.8 | 23.4 |
| 2002  | Dallas | 8   | 8   | 44.6 | .445 | .571 | .878 | 13.1 | 2.3 | 2.0 | 0.8 | 28.4 |
| 2003  | Dallas | 17  | 17  | 42.5 | .479 | .443 | .912 | 11.5 | 2.2 | 1.2 | 0.9 | 25.3 |
| 2004  | Dallas | 5   | 5   | 42.4 | .450 | .467 | .857 | 11.8 | 1.4 | 1.4 | 2.6 | 26.6 |
| 2005  | Dallas | 13  | 13  | 42.4 | .402 | .333 | .829 | 10.1 | 3.3 | 1.4 | 1.6 | 23.7 |
| 2006  | Dallas | 23  | 23  | 42.7 | .468 | .343 | .895 | 11.7 | 2.9 | 1.1 | 0.6 | 27.0 |
| 2007  | Dallas | 6   | 6   | 39.8 | .383 | .211 | .840 | 11.3 | 2.3 | 1.8 | 1.3 | 19.7 |
| 2008  | Dallas | 5   | 5   | 42.2 | .473 | .333 | .808 | 12.0 | 4.0 | 0.2 | 1.4 | 26.8 |
| 2009  | Dallas | 10  | 10  | 39.4 | .518 | .286 | .925 | 10.1 | 3.1 | 0.9 | 0.8 | 26.8 |
| 2010  | Dallas | 6   | 6   | 38.8 | .547 | .571 | .952 | 8.2  | 3.0 | 0.8 | 0.7 | 26.7 |
| 2011  | Dallas | 21  | 21  | 39.3 | .485 | .460 | .941 | 8.1  | 2.5 | 0.6 | 0.6 | 27.7 |
| 2012  | Dallas | 4   | 4   | 38.5 | .442 | .167 | .905 | 6.3  | 1.8 | 0.8 | 0.0 | 26.8 |
| 2014  | Dallas | 7   | 7   | 37.6 | .429 | .083 | .806 | 8.0  | 1.6 | .9  | .9  | 19.1 |
| 2015  | Dallas | 5   | 5   | 36.2 | .452 | .235 | .929 | 10.2 | 2.4 | .4  | .4  | 21.2 |
| Total | Total  | 140 | 140 | 40.9 | .461 | .365 | .891 | 10.2 | 2.5 | 1.1 | .9  | 25.4 |

#### Triple-dobles
| Número | Data          | Adversari           | Resultat | Punts | Rebots | Assistències | Taps |
| ------ | ------------- | ------------------- | -------- | ----- | ------ | ------------ | ---- |
| 1      | 6 febrer 2008 | vs. Milwaukee Bucks | W 107–96 | 29    | 10     | 12           | 1    |
| 2      | 29 març 2010  | vs. Denver Nuggets  | W 109–93 | 34    | 10     | 10           | 1    |

### Estadístiques seleccions
| Any     | Competició               | PJ | MPP  | TC%  | 3P%  | TL%   | RPP  | APP | ROB | TPP | PPG  |
| ------- | ------------------------ | -- | ---- | ---- | ---- | ----- | ---- | --- | --- | --- | ---- |
| 1997    | EuroBasket qualification | 1  | 3.0  | .000 | .000 | .000  | .0   | .0  | .0  | .0  | .0   |
| 1999    | EuroBasket qualification | 3  | 16.7 | .600 | .750 | 1.000 | 4.0  | .3  | .3  | .0  | 13.7 |
| 1999    | EuroBasket               | 9  | 31.3 | .582 | .529 | .771  | 3.4  | 1.8 | .9  | .0  | 15.2 |
| 2001    | EuroBasket               | 7  | 33.9 | .516 | .426 | .714  | 9.1  | 1.9 | 1.3 | 1.0 | 28.7 |
| 2002    | World Championship       | 9  | 31.2 | .407 | .286 | .921  | 8.2  | 2.7 | 1.2 | 2.0 | 24.0 |
| 2003    | EuroBasket               | 4  | 34.8 | .453 | .455 | .841  | 6.2  | 1.0 | 1.3 | 1.8 | 22.5 |
| 2005    | EuroBasket qualification | 5  | 32.4 | .500 | .364 | .809  | 11.6 | 2.2 | 1.8 | .8  | 23.6 |
| 2005    | EuroBasket               | 7  | 36.9 | .411 | .371 | .885  | 10.6 | 1.7 | 1.1 | 1.9 | 26.1 |
| 2006    | World Championship       | 9  | 33.6 | .434 | .286 | .823  | 9.2  | 2.8 | 1.0 | .6  | 23.2 |
| 2007    | EuroBasket               | 9  | 33.9 | .432 | .313 | .860  | 8.7  | 1.6 | .9  | .9  | 24.0 |
| 2008    | Classificació Olimpíades | 5  | 31.2 | .500 | .435 | .922  | 8.2  | 2.6 | .2  | 1.0 | 26.6 |
| 2008    | Olimpíades               | 5  | 28.4 | .419 | .417 | .958  | 8.4  | .6  | .2  | .0  | 17.0 |
| 2011    | EuroBasket               | 8  | 29.9 | .442 | .421 | .933  | 6.6  | 1.4 | .4  | .4  | 19.5 |
| 2015    | EuroBasket               | 5  | 28.0 | .364 | .333 | .857  | 7.8  | 1.6 | .0  | .2  | 13.8 |
| Carrera |                          | 86 | 31.4 | .452 | .379 | .855  | 7.1  | 1.8 | .9  | .9  | 21.5 |